# Луис Кабрал
Луис Северино де Алмеида Кабрал (порт. Luís Severino de Almeida Cabral; Бисао, 10. април 1931 — Лисабон, 30. маја 2009), афрички политичар, први председник независне Гвинеје Бисао (1973—1980).
Његов полубрат је био Амилкар Кабрал, интелектуалац, поборник пан-афричке идеје и оснивач Афричке странке за независност Гвинеје и Зелнортских острва — PAIGC. Након што је Амилкар убијен у Конакрију, Луис је преузео вођство странке и постао први председник нове државе. Независност Гвинеје Бисао је једнострано проглашена 1973. године, а годину дана касније португалске колонијалне власти признале су Гвинеју Бисао за шта је заслужна Револуција каранфила. Почео је пројекат националне обнове и развоја, а многе социјалистичке и несврстане земље су такође признале независност. Луис Кабрал је био последњи државник који је посетио Тита на Брионима 13. августa 1979. године.
Земља је била мирна неко време, али када су се појавиле сумње и нестабилности унутар странке због наводне Кабралове жеље за доминацијом у хијерархији, 14. новембра 1980. године извршен је државни удар којим је председник свргнут и затворен на 13 месеци. Удар је предводила војска. На крају је пуштен, али и прогнан. Најпре на Кубу, која се понудила да га прихвати, а потом у Португал где су му власти омогућиле да с породицом проведе остатак живота. Након скоро 20 година избеглиштва, новембра 1999. године се вратио накратко у домовину.